# Endotricha flammealis
Espèce
Endotricha flammealis, la Flamme, est une espèce de lépidoptères (papillons) de la famille des Pyralidae que l'on trouve en Europe.
Il a une envergure de 18 à 23 mm.
Il vole de juillet à août selon les endroits et est attiré par la lumière.
Sa larve se nourrit sur les chênes, les saules, l'aigremoine eupatoire et la myrtille.

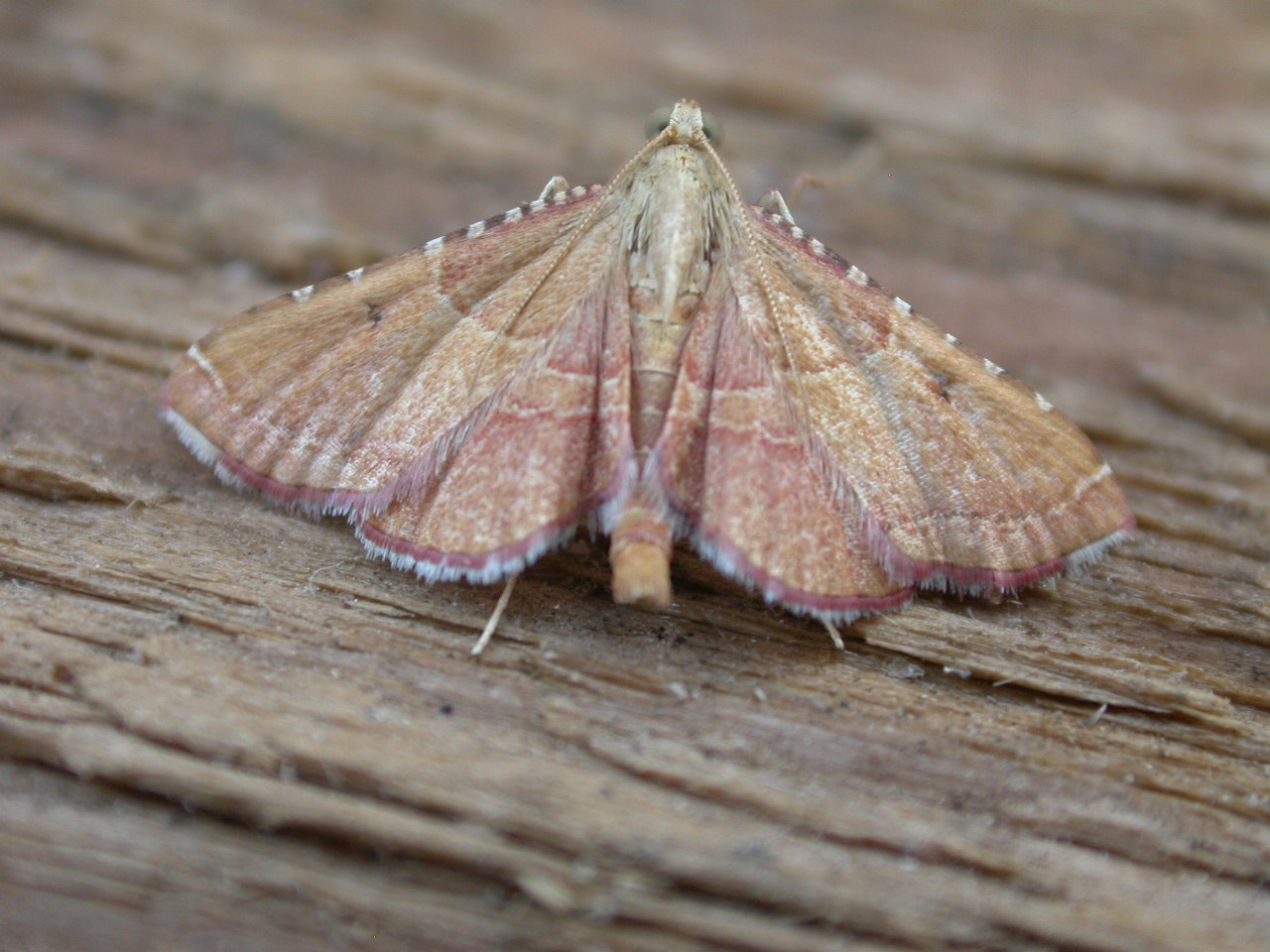
Endotricha flammealis